# تانگرانگ
تانگرانگ (اندونزیایی: Tangerang) شهری در استان بانتن کشور اندونزی است. جمعیت این شهر بر اساس سرشماری سال ۱۹۹۰ میلادی، ۸۸۷٫۹۵۲ نفر و بر اساس سرشماری سال ۲۰۰۰ میلادی، ۱٫۲۲۵٫۷۳۸ بوده که در سال ۲۰۰۷ میلادی به ۱٫۴۳۳٫۴۲۷ نفر افزایش یافته‌است.

## نگارخانه

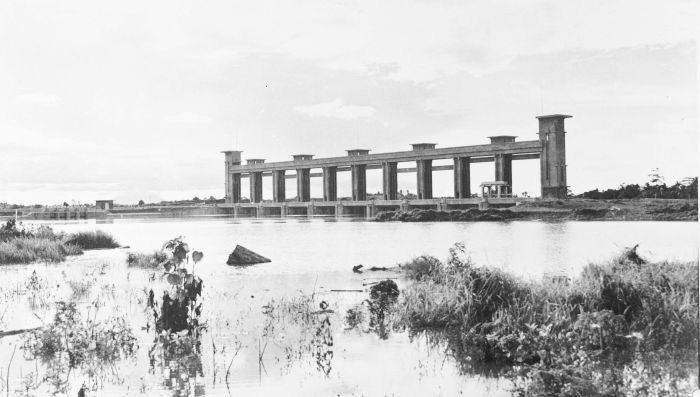
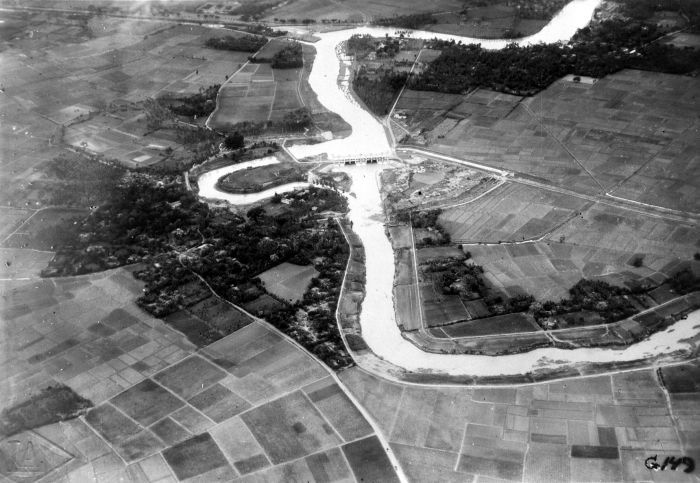
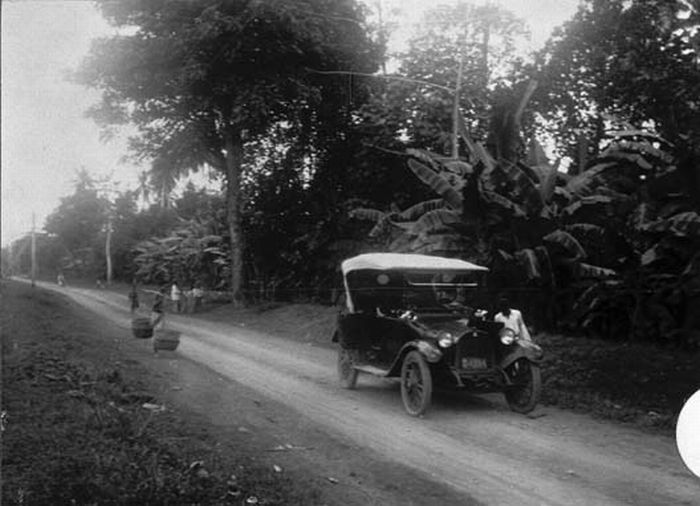
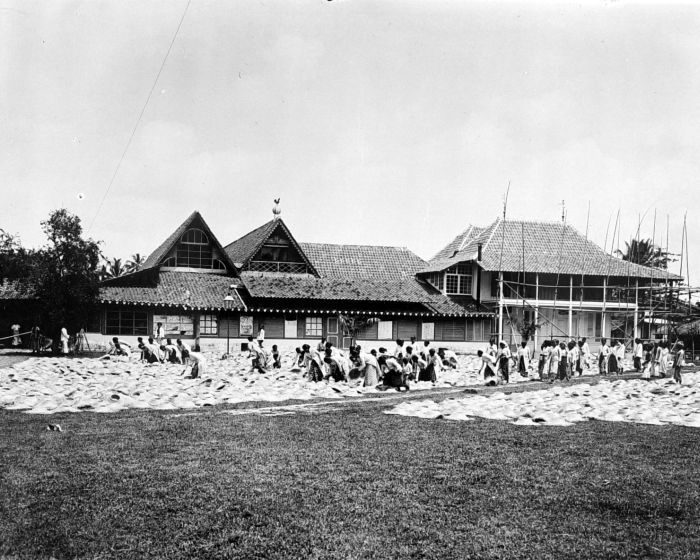